# اچ‌ام‌اس رادنی (۲۹)
اچ‌ام‌اس رادنی (۲۹) (به انگلیسی: HMS Rodney (29)) یک کشتی بود که طول آن ۷۱۰ فوت ۲ اینچ (۲۱۶٫۵ متر) بود. این کشتی در سال ۱۹۲۵ ساخته شد.